# کاروانسرای مرندیز
کاروانسرای مرندیز مربوط به اواخر دوره قاجار است و در شهرستان بجستان، روستای مرندیز واقع شده و این اثر در تاریخ ۱۱ دی ۱۳۸۰ با شمارهٔ ثبت ۴۶۶۶ به‌عنوان یکی از آثار ملی ایران به ثبت رسیده‌است. این کاروانسرا به علت بی‌توجهی شرکت نفت روستا دچار حریق شد که تاکنون از طرف سازمان میراث فرهنگی و گردشگری مرمتی صورت نگرفته‌است.